# Première circonscription de Valenciennes
La première circonscription de Valenciennes était une circonscription législative française que comptait le département du Nord sous la  Troisième République  de 1876 à 1885, de 1889 à 1919 et de 1928 à 1940.

## La circonscription de 1876 à 1885

### Description géographique et démographique
La première circonscription de Valenciennes était située à la périphérie de l'agglomération valenciennoise. Située entre les arrondissements de Douai et d'Avesnes-sur-Helpe, la circonscription est centrée autour de la ville de Valenciennes. 
Elle regroupait les divisions administratives suivantes : canton de Saint-Amand-les-Eaux-Rive droite ; canton de Valenciennes-Est ; canton de Valenciennes-Nord et le canton de Valenciennes-Sud.

### Historique des députations
| Législature     | Début de mandat  | Fin de mandat   | Député élu           | Parti politique     | Observations                                                             |
| --------------- | ---------------- | --------------- | -------------------- | ------------------- | ------------------------------------------------------------------------ |
| 1re législature | 20 février 1876  | 25 juin 1877    | Louis-Désiré Legrand | Gauche républicaine |                                                                          |
| 2e législature  | 14 octobre 1877  | 27 octobre 1881 | Louis-Désiré Legrand | Gauche républicaine |                                                                          |
| 3e législature  | 21 août 1881     | 30 octobre 1882 | Louis-Désiré Legrand | Gauche républicaine | Nommé, le 30 octobre 1882, ministre plénipotentiaire de France à La Haye |
| 3e législature  | 17 décembre 1882 | 9 novembre 1885 | Alfred Giard         | Gauche radicale     |                                                                          |

## La circonscription de 1889 à 1919

### Description géographique et démographique
La première circonscription de Valenciennes était située à la périphérie de l'agglomération valenciennoise. Située entre les arrondissements de Douai et d'Avesnes-sur-Helpe, la circonscription est centrée autour de la ville de Valenciennes. 
Elle regroupait les divisions administratives suivantes : canton de Condé-sur-l'Escaut et le  canton de Valenciennes-Est.

### Historique des députations
| Législature     | Début de mandat | Fin de mandat   | Député élu         | Parti politique    | Observations                                    |
| --------------- | --------------- | --------------- | ------------------ | ------------------ | ----------------------------------------------- |
| 5e législature  | 6 octobre 1889  | 14 octobre 1893 | Léon Renard        | Union des droites  |                                                 |
| 6e législature  | 20 août 1893    | 31 mai 1898     | Émile Weill-Mallez | Républicain        |                                                 |
| 7e législature  | 22 mai 1898     | 31 mai 1902     | Émile Weill-Mallez | Républicain        |                                                 |
| 8e législature  | 11 mai 1902     | 11 mars 1905    | Anatole Debiève    | Radical-socialiste | Décès du député Anatole Debiève le 11 mars 1905 |
| 8e législature  | 14 mai 1905     | 31 mai 1906     | Abel Castiau       |                    |                                                 |
| 9e législature  | 20 mai 1906     | 31 mai 1910     | Pierre Mélin       | SFIO               |                                                 |
| 10e législature | 8 mai 1910      | 31 mai 1914     | Gustave Bouvier    | Gauche radicale    |                                                 |
| 11e législature | 10 mai 1914     | 7 décembre 1919 | Pierre Mélin       | SFIO               |                                                 |

## La circonscription de 1928 à 1940

### Description géographique et démographique
La première circonscription de Valenciennes était située à la périphérie de l'agglomération valenciennoise. Située entre les arrondissements de Douai et d'Avesnes-sur-Helpe, la circonscription est centrée autour de la ville de Valenciennes. 
Elle regroupait les divisions administratives suivantes : canton de Condé-sur-l'Escaut et le canton de Valenciennes-Est.

### Historique des députations
| Législature     | Début de mandat | Fin de mandat | Député élu      | Parti politique | Observations                                                                                    |
| --------------- | --------------- | ------------- | --------------- | --------------- | ----------------------------------------------------------------------------------------------- |
| 14e législature | 29 avril 1928   | 31 mai 1932   | Pierre Delcourt | SFIO            |                                                                                                 |
| 15e législature | 8 mai 1932      | 31 mai 1936   | Pierre Delcourt | SFIO            |                                                                                                 |
| 16e législature | 3 mai 1936      | 31 mai 1942   | Lucien Raux     | PCF             | Un décret de juillet 1939 a prorogé jusqu'au 31 mai 1942 le mandat des députés élus en mai 1936 |